# Baghbaghū
Baghbaghū (persiska: Bagh Baghū, بغبغو) är en ort i Iran.   Den ligger i provinsen Khorasan, i den nordöstra delen av landet, 800 km öster om huvudstaden Teheran. Baghbaghū ligger 715 meter över havet och antalet invånare är 314.
Terrängen runt Baghbaghū är platt åt sydväst, men åt nordost är den kuperad.Runt Baghbaghū är det ganska tätbefolkat, med 185 invånare per kvadratkilometer. Närmaste större samhälle är Qarneh, 18,1 km söder om Baghbaghū. Trakten runt Baghbaghū består i huvudsak av gräsmarker.